# 744 a.C.

## Eventos
- Nona olimpíada; Xénocles da Messênia foi o vencedor do estádio.[1]
- Por esta época, Eumelo de Corinto torna-se famoso.[2]
- Por esta época, a Sibila da Eritreia torna-se famosa.[2]